# Lupin the Third - La donna chiamata Fujiko Mine
Lupin the Third - La donna chiamata Fujiko Mine (LUPIN the Third 峰不二子という女?, LUPIN the Third - Mine Fujiko to iu onna) è uno spin-off della serie televisiva anime di Lupin III, trasmesso per la prima volta in Giappone su Nippon Television dal 4 aprile al 27 giugno 2012, dopo ventisette anni di assenza seriale del personaggio. Composto da tredici episodi e diretto da Sayo Yamamoto, prima donna alla regia di un prodotto dell'universo di Lupin III, questo anime, secondo la stessa regista, punta a essere molto più fedele al manga rispetto ad altri anime sul personaggio, accentuando la cupezza e sensualità delle storie cartacee e riprendendo i disegni nel tipico stile di Monkey Punch.

## Trama
La serie è incentrata soprattutto sul personaggio di Fujiko Mine, parlando del suo passato. La narrazione parte col suo primo incontro/scontro con Lupin III, entrambi interessati alla formula segreta di una potente droga. Fujiko conoscerà poi anche Daisuke Jigen e Goemon Ishikawa, suoi futuri soci insieme a Lupin, e l'ispettore Koichi Zenigata.

## Personaggi
Fujiko Mine (峰 不二子?, Mine Fujiko)
Protagonista indiscussa della serie, appare in tutti gli episodi. Ladra sensuale, è una giovane donna che usa il doppio gioco e il suo fascino per compiere i suoi crimini. In questa serie vengono accentuate le sue scene di nudo, mostrate, come nel manga, senza pudore. È stata oggetto di sperimentazione umana e come conseguenza la sua vita viene controllata come fosse una marionetta.
Arsenio Lupin III (ルパン三世?, Rupan Sansei)
Co-protagonista, appare in meno episodi rispetto a Fujiko. Discendente franco-nipponico del famoso ladro francese Arsène Lupin, è un genio del crimine, un impenitente seduttore e un maestro nei travestimenti. In questa serie torna a vestire la giacca verde che indossava nella prima serie televisiva e la sua storia si intreccia con quella di Fujiko sin dal primo episodio. Dopo un iniziale scontro, diventerà molto amico di Jigen.
Daisuke Jigen (次元 大介?, Jigen Daisuke)
Impeccabile pistolero. Conosce Fujiko quando questa è incaricata di rubargli la sua pistola, una Smith & Wesson 19 calibro .357 Magnum, per conto di una proprietaria di un casinò. Conosce Lupin nel quinto episodio, quando la scaltrezza di Fujiko fa quasi morire i due ladri. I due diventeranno soci (sebbene non venga detto esplicitamente ma si capisce dalle immagini conclusive) nel finale della serie.
Goemon Ishikawa XIII (十三代目石川五右衛門?, Jūsandaime Ishikawa Goemon)
Un eccellente samurai. In questa serie è già molto abile come spadaccino e viene introdotto come sicario, redimendosi tuttavia al primo incontro con Fujiko. Si prende cura di lei più volte, capendo fin da subito che in fondo è una donna pura. In questa serie non incontra mai Lupin, mentre con Jigen combatte senza vederlo in volto, cosa che trova conferma nell'arco narrativo della prima serie del 1971, dove Goemon viene conosciuto dai due solamente nel quinto episodio.
Koichi Zenigata (銭形 幸一?, Zenigata Kōichi)
L'ispettore incaricato di arrestare Lupin III. In questa serie è particolarmente serio e determinato, come nel manga, molto diverso dalla classica figura tontolona del personaggio; ad esempio, ha un rapporto sessuale con Fujiko e spara contro Lupin senza preoccuparsi molto di arrestarlo vivo. Conosce fin dall'inizio gli intrighi sul passato di Fujiko, ma li rivela solamente quando Lupin viene ingaggiato per rapire la donna. Ha adottato Oscar quando lo ha visto proteggere con tutte le sue forze una moneta da un franco, capendo quanto sia importante proteggere le cose che si amano.
Tenente Oscar (オスカー警部補?, Osukā keibuho)
Assistente di Zenigata. È molto rispettoso del suo capo, che lo ha adottato quando era piccolo mentre proteggeva con grande orgoglio una moneta da un franco a cui teneva tantissimo. Odia Fujiko, arrivando a definirla "sputacchiera" e "sporcacciona", dato che ha preso il suo posto nei pensieri di Zenigata.
Il personaggio è ispirato alle opere degli anni '70, ma la regista non ammette una derivazione diretta da Oscar François de Jarjayes di Lady Oscar. Durante la produzione il personaggio veniva chiamato inizialmente "Il bel giovane uomo detective della rosa", ma in seguito ci si dimenticò di inserire questa espressione in un episodio.

## Produzione
Nell'aprile 2011 fu annunciato che una nuova serie televisiva animata di Lupin III sarebbe stata trasmessa in autunno su Nippon Television. In seguito Nippon Television annunciò che si trattava di un film per la televisione, Lupin III - Il sigillo di sangue, la sirena dell'eternità, anziché di una serie. Nel 2012 nei cinema della Toho fu annunciato che un video promozionale per una "nuova serie televisiva che inizierà ad aprile" sarebbe stato proiettato il 18 marzo di quell'anno a un evento per il quarantesimo anniversario di Lupin III. Lupin the Third: La donna chiamata Fujiko Mine fu annunciata una settimana dopo come serie di tredici episodi. La serie era parte delle celebrazioni del quarantesimo anniversario dell'anime di Lupin III e del quarantacinquesimo anniversario del manga.
Alla regista Sayo Yamamoto fu dato pieno controllo creativo e la possibilità di scegliere lo staff. Si rivolse quindi a persone con cui aveva già collaborato: Dai Satō, Takeshi Koike e Shin'ichirō Watanabe. Reclutò anche la sceneggiatrice Mari Okada e il musicista Naruyoshi Kikuchi, scelto perché «qualcuno che non era così serio, forse una specie di delinquente, un ribelle, e non qualcuno che si intendeva molto di anime». Yamamoto voleva basare la serie sul manga originale e sui suoi temi maturi, discostandosi dalle serie immediatamente precedenti, che puntavano a un pubblico infantile, e dando quindi più spazio all'erotismo, oltre a utilizzare colori che ricordano il bianco e nero del manga. A Takeshi Koike, che si occupava del character design, chiese di basarsi sul character design del manga originale, scegliendolo perché lo riteneva capace di imitare i disegni di Monkey Punch. Yamamoto ha dichiarato anche di essere stata influenzata dalla prima serie, pensata per un pubblico adulto, e dal suo primo regista Masaaki Ōsumi. L'approccio visuale della serie è stato paragonato a quello di Valkyria Chronicles. La regista scelse di ambientare la serie prima degli eventi della prima serie. Inizialmente fu deciso che doveva trattare il primo incontro tra Lupin e Fujiko; Yamamoto ha dichiarato di aver scelto una protagonista femminile perché Lupin III è rivolto principalmente a un pubblico maschile, potendo trasmettergli in questo modo un punto di vista femminile. La storia era già stabilita prima dell'inizio della produzione, ma il modo in cui si collega alle vecchie serie fu sviluppato nel corso dei lavori.
Mari Okada è la principale autrice, ma sono accreditati come sceneggiatori degli episodi anche Itsuko Miyoshi (ep. 2), Dai Satō (ep. 3, 7, 10), Shinsuke Ōnishi (ep. 5) e Junji Nishimura (ep. 8). Fu Okada a scegliere il titolo della serie. Prima della trasmissione fu dichiarato che la serie avrebbe catturato la "sensualità" presente nel manga con la sua "audace interpretazione" del franchise. Il video promozionale proiettato nei cinema Toho fu caricato su YouTube da TMS Entertainment il 26 marzo 2012.
La musica è composta da Naruyoshi Kikuchi, leader del gruppo Date Course Pentagon Royal Garden. Shin'ichirō Watanabe, regista di Cowboy Bebop e Samurai Champloo che aveva spesso collaborato con Yamamoto, è il produttore musicale.
Il film Lupin the IIIrd - La lapide di Jigen Daisuke del 2014, diretto da Takeshi Koike, fu annunciato come spin-off e continuazione della serie.

## Doppiaggio
| Personaggio           | Doppiatore        | Doppiatore italiano |
| --------------------- | ----------------- | ------------------- |
| Fujiko Mine           | Miyuki Sawashiro  | Alessandra Korompay |
| Arsenio Lupin III     | Kan'ichi Kurita   | Stefano Onofri      |
| Daisuke Jigen         | Kiyoshi Kobayashi | Alessandro D'Errico |
| Goemon Ishikawa XIII  | Daisuke Namikawa  | Antonio Palumbo     |
| Koichi Zenigata       | Kōichi Yamadera   | Rodolfo Bianchi     |
| Tenente Oscar         | Yūki Kaji         | Renato Novara       |
| Uomo Civetta          | Katsumi Chō       | Pasquale Anselmo    |
| Conte Luis Yu Almeida | Kanji Kodate      | Dario Oppido        |

Questa serie è il secondo prodotto di Lupin III doppiato dal quasi totalmente rinnovato cast ufficiale dei doppiatori giapponesi, che aveva già debuttato nello special Il sigillo di sangue, la sirena dell'eternità. Kan'ichi Kurita, succeduto a Yasuo Yamada a partire da Le profezie di Nostradamus, doppia per la prima volta Lupin in una serie televisiva. Kiyoshi Kobayashi (Jigen) è l'unico che ha dato voce al suo personaggio in tutte le serie.

## Edizione italiana
L'edizione italiana fu trasmessa su Italia 2 dal 26 maggio al 30 giugno 2014. Il doppiaggio fu eseguito dalla Logos, in parte a Milano (sotto la direzione di Pino Pirovano) e in parte a Roma (sotto la direzione di Perla Liberatori), mentre i dialoghi sono a cura di Anna Grisoni e Claudio Ridolfo. La serie segna il debutto di Alessandro D'Errico nel ruolo di Jigen, in sostituzione di Sandro Pellegrini, deceduto nel 2013. Onofri, Palumbo, Bianchi e il già citato D'Errico sono per la prima volta alla prese con una serie televisiva di Lupin III.

## Episodi
| Nº | Titolo italiano Giapponese 「Kanji」 - Rōmaji | In onda        | In onda        |
| Nº | Titolo italiano Giapponese 「Kanji」 - Rōmaji | Giapponese     | Italiano       |
| 1  | Il re dei ladri contro la signora del furto 「大泥棒VS女怪盗」 - Dai dorobō VS onna kaitō | 4 aprile 2012  | 26 maggio 2014 |
| 1  | Un gruppo di persone sta professando una nuova religione professata proprio dal suo leader, che usa questa copertura per nascondere la produzione di una potente droga, che sparge anche tra i discepoli. Lupin III, alla ricerca della formula segreta della sostanza, si scontra per la prima volta con Fujiko Mine, sexy ladra che sta seducendo il fondatore per il suo stesso scopo. |                |                |
| 2  | .357 Magnum 「.357マグナム」 - .357magunamu | 11 aprile 2012 | 26 maggio 2014 |
| 2  | Dopo aver perso una scommessa in un prestigioso casinò, Fujiko viene costretta dalla proprietaria del posto a rubare la .357 Magnum del formidabile pistolero Daisuke Jigen che ha ucciso il marito. |                |                |
| 3  | La ragazza e il samurai 「淑女とサムライ」 - Shukujo to samurai | 18 aprile 2012 | 2 giugno 2014  |
| 3  | A Goemon Ishikawa, formidabile samurai e ladro novizio, viene affidato il suo primo incarico: uccidere il re Trank, in viaggio su di un treno per il ducato di Astria. Nello stesso treno vi è Fujiko, che per rubare al re una pregiatissima cintura della sua stirpe è diventata la tutrice dei suoi tre nipoti. |                |                |
| 4  | Vissi d'arte, vissi d'amore 「歌に生き、恋に生き」 - Uta ni iki, koi ni iki | 25 aprile 2012 | 2 giugno 2014  |
| 4  | Per essere liberata dalla polizia, l'ispettore Koichi Zenigata dà a Fujiko il compito di fermare il furto da parte di Lupin di una maschera tempestata di gioielli, tra cui uno che vale quanto un Paese, che usa una cantante lirica di nome Ayan Maya. |                |                |
| 5  | Il triangolo di sangue 「血濡れた三角」 - Chi nureta sankaku | 2 maggio 2012  | 9 giugno 2014  |
| 5  | Quando Lupin tenta di corteggiare Fujiko, questa lo prega di rubare un gioiello a forma di pavone in fondo ad una nuova piramide ritrovata in Egitto. Nel frattempo anche Jigen, a corto di denaro dopo essere stato derubato, è alla ricerca dello stesso pavone. Nella piramide avviene quindi il primo incontro/scontro tra i due, impegnati inoltre ad aggirare le trappole istituite dai saccheggiatori venuti prima di loro. Solo Fujiko però sa che il pavone si potrà rivelare con spargimento di sangue, e una trappola non aggirata da Lupin e Jigen porterà sicuramente alla morte di uno dei due o di entrambi secondo i piani già prestabiliti della protagonista. Tuttavia entrambi riescono a scampare il pericolo e trovare il pavone, a cui Fujiko dovrà rinunciare per poter sfuggire dalla piramide senza morire a causa di una trappola che evita definitivamente il furto del gioiello da quel luogo. |                |                |
| 6  | Prigione d'amore 「愛の牢獄」 - Ai no rōgoku | 9 maggio 2012  | 9 giugno 2014  |
| 6  | Fujiko inizia a lavorare come insegnante in scuola per sole ragazze allo scopo di rubare le due parti di una tesi appartenenti al padre di una delle sue alunne, Isolde Brach. Anche Lupin ha lo stesso obiettivo, e così il tenente Oscar, l'assistente di Zenigata, tende una trappola per catturare in un colpo solo i due ladri. Fujiko, aiutata da Lupin, riesce a prendere in giro Oscar per l'amore che prova per il suo capo, e con questa mossa fa fallire i piani del ragazzo, che, furioso, giura di vendicarsi di lei. |                |                |
| 7  | Musica e rivoluzione 「音楽と革命」 - Ongaku to kakumei | 16 maggio 2012 | 16 giugno 2014 |
| 7  | Fujiko, con la complicità di Goemon, è coinvolta in un caso che potrebbe portare alla terza guerra mondiale. |                |                |
| 8  | Il giorno della morte 「命日」 - Meinichi | 23 maggio 2012 | 16 giugno 2014 |
| 8  | Un indovino di nome Shitoto può dire con assoluta certezza la "data di morte" di chiunque. Fujiko, invischiata nella faccenda, fa in modo che le persone a cui Shitoto ha rilevato il giorno della loro morte abbiano avuto a che fare con Lupin III. Contemporaneamente, Jigen viene assunto per distruggere la statua che l'indovino utilizza per indovinare queste date di morte. Sulle loro orme ci sono però anche Zenigata e il fido assistente Oscar. |                |                |
| 9  | Amore avvolto nel fumo 「湯けむり慕情」 - Yukemuri bojō | 30 maggio 2012 | 23 giugno 2014 |
| 9  | Lupin e Jigen partecipano ad un'asta dove tra gli oggetti messi in vendita vi è un dipinto umano, ovvero una ragazza totalmente dipinta, usata come una tela. Fujiko cerca di ucciderla, ma i due ladri riescono a fermarla e si portano dietro la ragazza/dipinto. Lupin riesce a scoprire così che la vita di Fujiko, fin dalla nascita, è stata osservata e decisa da delle persone, e la ragazza/dipinto le ricorda se stessa. |                |                |
| 10 | La città fantasma 「死んだ街」 - Shinda machi | 6 giugno 2012  | 23 giugno 2014 |
| 10 | Lupin indaga su un gruppo di uomini civetta che desiderano Fujiko e scopre sempre più aspetti sul passato della ragazza: il padre, infatti, l'ha usata come cavia per la sperimentazione umana. In tutto questo, il ladro tenta di dimenarsi tra la realtà e le illusioni provocate dalla stessa droga protagonista del primo episodio. Inoltre, viene rivelato che Zenigata sapeva tutto di questa faccenda. |                |                |
| 11 | La festa dei folli 「愚か者の祭」 - Orokamono no matsuri | 13 giugno 2012 | 30 giugno 2014 |
| 11 | Zenigata, ormai concentrato esclusivamente su Fujiko, che in questo momento è sotto le cure di Goemon, si mostra sempre meno aperto con Oscar, che vorrebbe essere al centro delle sue attenzioni. L'assistente dell'ispettore decide così di spacciarsi per Fujiko ed eseguire dei colpi al suo posto, venendo però scoperto sia da Lupin che dallo stesso Zenigata. Quando quest'ultimo spiega al suo sottoposto che lui stesso gli aveva insegnato cosa veramente fosse l'orgoglio, decide di immolarsi per proteggere una parata da una bomba piazzata da lui stesso. |                |                |
| 12 | La donna chiamata Fujiko Mine (prima parte) 「不二子という女（前編）」 - Mine Fujiko to iu onna (zenpen) | 20 giugno 2012 | 30 giugno 2014 |
| 12 | Fujiko, Zenigata, Lupin e Jigen giungono in un parco a tema dal nome "The House of Fujiko". Lì la coppia Fujiko-Zenigata fa luce su sempre più dettagli sul passato della protagonista e sulla sua creazione, mentre Lupin e Jigen sono alle prese con lo squilibrato conte/civetta Luis Yu Almeida. |                |                |
| 13 | La donna chiamata Fujiko Mine (seconda parte) 「峰不二子という女（後編）」 - Mine Fujiko to iu onna (kōhen) | 27 giugno 2012 | 30 giugno 2014 |
| 13 | Lupin, che sta aiutando Fujiko che ora non è più sotto il controllo di Luis Yu Almeida (si scopre infatti che in realtà era già morto da tempo), spiega i veri motivi che indussero il conte alla sperimentazione umana sulle bambine, in particolare su Aisha, figlia del dottor Kaiser, la quale nonostante venne fortemente indebolita come cavia decise di proseguire gli esperimenti anche dopo la morte del conte. Fujiko capisce che, pur essendo stata programmata per rubare e darsi ai piaceri della vita, faceva le stesse cose anche prima di essere stata plagiata. Nel frattempo Jigen e Goemon, sotto effetto della droga del culto Fraulein Eule, combattono entrambi senza sapere chi sia il loro avversario, vedendo nel nemico una testa di civetta. I quattro ne escono salvi e Fujiko, ormai libera di vivere la sua vita, torna a fare la ladra. La serie si conclude creando continuità con la prima serie animata del 1971, con Lupin che perde la testa per Fujiko e, nella sigla finale, diventa socio di Jigen. |                |                |

## Musiche
Sigla d'apertura
Shin arashi ga oka (新・嵐が丘? "Nuove cime tempestose") composta da Naruyoshi Kikuchi, eseguita da Naruyoshi Kikuchi e Pepe Tormento Azucarar feat. Ichiko Hashimoto (菊地成孔とペペ・トルメント・アスカラールfeat.橋本一子?, Kikuchi Naruyoshi to Pepe Torumento Asukarāru feat. Hashimoto Ichiko): si tratta della versione strumentale di un brano già suonato da tempo dal gruppo di Kikuchi, che fa da sottofondo a un monologo parlato, anch'esso scritto da Kikuchi, interpretato nell'originale da Ichiko Hashimoto e nella versione italiana dalla doppiatrice di Fujiko Alessandra Korompay. 
Sigla di chiusura
Duty Friend di NIKIIE (cantante e autore; arrangiamento di Nobuyuki Nakajima)
Le altre musiche della serie sono tutte di Naruyoshi Kikuchi, per la prima volta al lavoro su un anime di Lupin III. Non sono presenti le tradizionali musiche di Yūji Ōno. Il CD della colonna sonora, Lupin the Third: Mine Fujiko to iu onna - Original Soundtrack (LUPIN the Third 〜峰不二子という女〜 originalsoundtrack?), è stato pubblicato dalla Nippon Columbia il 19 dicembre 2012.

## Edizioni home video
Il 19 settembre 2012 sono usciti in Giappone un box con quattro DVD e uno con quattro Blu-ray Disc, ciascuno contenente tutti gli episodi della serie animata, editi da VAP. Nei box sono presenti anche mini-poster per ogni personaggio principale.

## Accoglienza
L'anime ha vinto il Premio per principianti (新人賞?, Shinjinshō) del Japan Media Arts Festival 2012, assegnato a Monkey Punch e Sayo Yamamoto. L'edizione giapponese in DVD si classificò al quinto posto per vendite fra i DVD di animazione giapponese nella prima settimana, vendendo 1404 copie, mentre la versione in Blu-ray arrivò al quinto posto nella relativa classifica Oricon con 2802 copie.
La serie è stata definita uno dei migliori anime del 2012 dalla rivista Otaku USA, che ha definito lo stile di animazione come il più innovativo tra tutte le serie del 2012. Richard Eisenbeis di Kotaku l'ha definita «uno dei più begli anime - se non il più bello - mai prodotti». Rebecca Silverman di Anime News Network ha scritto una recensione per lo più positiva, lodando i toni scuri, il passato tragico di Fujiko e soprattutto la trama in generale; «per dirla in modo semplice - afferma - questa è una serie che è stata progettata molto bene, proprio fino all'ultima scena». Secondo Silverman la serie stupirebbe gli spettatori abituati solo alla seconda serie (l'unica doppiata negli Stati Uniti): «Se la guardate aspettandovi avventure bizzarre o imprese folli, rimarrete delusi. Lupin the Third: La donna chiamata Fujiko Mine è un'interpretazione matura e piuttosto cupa del franchise, e riesce a dargli una nuova vita rimanendo nello stesso tempo fedele all'originale di Monkey Punch». L'unica critica negativa è rivolta alla strana sigla di apertura e alla quantità di nudità ingiustificata. Jacob Hope Chapman, sempre di Anime News Network, era di opinione diversa su questo, affermando che nella sigla di apertura risalta l'audio e che la sessualità è completamente in linea con l'estetica della serie e «non sembra mai eccessiva o fuori luogo». Chapman afferma che la «costante oggettificazione di Fujiko» la rende una delle serie che guardano più positivamente al femminismo da anni.